# Bill Burr
William Frederick (Bill) Burr (Canton (Massachusetts), 10 juni 1968) is een Amerikaans stand-upcomedian en (stem)acteur.

## Biografie
Bill Burr werd in 1968 geboren in Canton (Massachusetts), een town in de buurt van Boston, als de zoon van Linda Wigent en Robert Burr. Zijn moeder was een verpleegster, zijn vader was een tandarts. Hij is van Duitse, Ierse en Franse afkomst. In 1993 behaalde hij in de richting radio een bachelor aan Emerson College.
In 2013 trouwde hij met scenarioschrijfster Nia Hill. Burr heeft twee kinderen met Nia Hill. In 2017 werd hun dochter geboren.  In juni 2020 werd hun zoon geboren. Burr is een groot fan van de New England Patriots.

## Carrière
Alvorens hij aan zijn carrière als stand-upcomedian begon, werkte Burr in pakhuizen. In 1992 begon hij met stand-upcomedy. Drie jaar later verhuisde hij naar New York. Daar trad hij regelmatig op in de vele comedyclubs van de stad. Tussendoor acteerde hij in verscheidene series. Zo werkte hij in 1996 mee aan vijftien afleveringen van de sitcom Townies. In 2002 had hij een bijrol in de politiereeks Law & Order: Criminal Intent. Nadien vertolkte hij ook verschillende rollen in Chappelle's Show, een sketchprogramma van komiek Dave Chappelle. In het vierde en vijfde seizoen van de misdaadserie Breaking Bad (2008–2013) vertolkte hij het nevenpersonage Patrick Kuby. Burr is ook regelmatig te gast in de talkshow van Conan O'Brien, die net als hij Ierse roots heeft en van de streek rond Boston afkomstig is.
In 2003 werd zijn show Emotionally Unavailable op cd uitgebracht en kreeg hij een comedyspecial van een half uur op Comedy Central. Twee jaar later mocht hij ook een half uur optreden in het HBO-programma One Night Stand. In 2008 nam hij in New York de show Why Do I Do This? op, zijn eerste special van een uur. In de daaropvolgende jaren bracht hij nog verschillende specials uit. De vier uur durende show I'm Sorry You Feel That Way werd in zwart-wit opgenomen en in 2014 uitgebracht op Netflix.
Burr staat bekend om de woede en frustratie waarmee hij zijn humor aandrijft en zijn cynische en politiek incorrecte grappen. Hij omschrijft zichzelf als "de luide man in de bar" die gebruik maakt van zijn buikgevoel en een "slecht onderbouwde logica". In 2015 bestempelde hij de rol die hij in zijn stand-up vertolkt als "the dude-bro guy", een stereotiepe, studentikoze man die houdt van onder meer sport en alcoholische dranken.
Burr treedt ook regelmatig in Europa op. Zo had hij al meermaals een voorstelling in Amsterdam. In 2016 trad hij ook op in de Stadsschouwburg in Antwerpen. In 2013 noemde hij Richard Pryor, George Carlin, Sam Kinison, Bill Cosby en Patrice O'Neal als zijn vijf favoriete komieken.
Sinds 2007 presenteert Burr wekelijks de podcast Bill Burr's Monday Morning Podcast, waarin hij een uur lang onder meer zijn eigen leven, carrière, de actualiteit en sport bespreekt en vragen beantwoordt van luisteraars. Daarnaast is hij ook vaak te gast in de podcasts van collega's als Joe Rogan, Marc Maron, Adam Carolla en Chris Hardwick. In 2008 sprak hij de stem in van Jason Michaels, een nevenpersonage uit het computerspel Grand Theft Auto IV. Sinds 2015 spreekt hij ook de stem in van Frank Murphy, het hoofdpersonage uit F Is for Family, een Netflix-animatieserie die hij zelf schrijft en produceert.

## Albums en comedyspecials
- Emotionally Unavailable (2003)
- Why Do I Do This? (2008)
- Let It Go (2010)
- You People Are All The Same (2012)
- Live at Andrew's House (2014)
- I'm Sorry You Feel That Way (2014)
- Walk Your Way Out (2017)
- Paper tiger (2019)
- Bill Burr presents Friends who Kill(2022)
- Bill Burr Live at Red Rocks (2022)

## Filmografie
Film
- Perfect Fit (2001)
- Passionada (2002)
- Twisted Fortune (2007)
- Date Night (2010)
- Stand Up Guys (2012)
- The Heat (2013)
- Walk of Shame (2014)
- Zombeavers (2014)
- Black or White (2014)
- Daddy's Home (2015)
- Daddy's Home 2 (2017)
- The Front Runner (2018)
- The King of Staten Island (2020)
- Old Dads (2023)

Televisie (selectie)
- Townies (1996)
- Two Guys and a Girl (1998)
- Law & Order: Criminal Intent (2002)
- Chappelle's Show (2004)
- Breaking Bad (2011-2013)
- F Is for Family (2015-)
- The Simpsons (2016)
- The Mandalorian (2019-)